# Gerard Requena
Gerard Requena (Barcelona, 6 de febrero de 1976) es un compositor, productor musical, ingeniero de sonido e informático y DJ español de música electrónica y bandas sonoras para cine y televisión.

## Trayectoria
Comenzó su andadura musical como Lightjockey, contratado en la discoteca "Bluff" de la localidad de Manresa, provincia de Barcelona, en la que estuvo trabajando con tan sólo 15 años desde 1991 a 1993. Fue en esa época donde empezó a formarse también como DiscJockey profesional. Inició su trayectoria profesional en Metropol Records (año 1993), editando el que fue su primer Maxi-Single llamado "Infidelia: I.E.O". 
Ingeniero de sonido por la prestigiosa escuela "CRASH" reconocida como una de las escuelas más importantes e innovadoras en estudios superiores de sonido profesional. Tiene su propia discográfica llamada SADDEN MUSIC y subsellos dentro de esta llamados SpeedSadd y HardSadd.
En la actualidad ha creado el sello discográfico "SFERA RECORDS", enfocado a música Progressive House, House, Electro y Trance. Ha producido más de cuatrocientos cincuenta maxi sencillos con más de mil ochocientas obras musicales editadas bajo múltiples seudónimos en los sellos discográficos más importantes del país y del extranjero: Wagram Music, ZYX Music, Bonzai Records, EDM Records, Filmax, Warner, Max Music, Blanco y Negro Music, Sony BMG, Bit Music, Universal Music, Quality Madrid, Ginger Music, Tempo Music entre otros. 
Es considerado como el mayor productor de música mákina de todos los tiempos. Sus producciones han sido incluidas en numerosos recopilatorios super ventas, también anunciados en TV, creador de canciones míticas dentro de la escena makina y el que logró la expansión y comercialización de este estilo musical alrededor del mundo. Referente indiscutible en este estilo musical que nació en Barcelona. 
En la actualidad, gestiona y dirige proyectos audiovisuales en diversas empresas punteras del sector audiovisual a nivel nacional.
Parte de su Discografía (Faltan muchos títulos por determinar bajo seudónimos)

## Discografía
| Año  | Artista                                        | Título                                      | Sello discográfico |
| ---- | ---------------------------------------------- | ------------------------------------------- | ------------------ |
| 1996 | Devil Dj's                                     | One Time                                    | Max Music          |
| 1997 | CJ Rolo                                        | Cyberspace                                  | Bit Music          |
| 1997 | Bit 104 DJ’s                                   | Excited                                     | Bit Music          |
| 1997 | Prophecy                                       | My House Is Mine                            | Bit Music          |
| 1997 | DJ Roy                                         | Rave Party                                  | Bit Music          |
| 1997 | Biospheric                                     | Rendez-Vous II                              | Bit Music          |
| 1997 | Explorer                                       | Conquest Of Paradise                        | Bit Music          |
| 1997 | Doom                                           | Face In The Dark                            | Bit Music          |
| 1997 | Kontrol                                        | Interactive                                 | DJ’s At Work       |
| 1997 | Anonim                                         | Anonim vol. 2                               | Bit Music          |
| 1997 | Megadj’s                                       | Megabit                                     | Bit Music          |
| 1997 | Otto Drum                                      | Black Eagle                                 | Bit Music          |
| 1997 | Jones & Stephenson                             | The First Rebirth (All Mixes)               | Bit Music          |
| 1997 | Silicon                                        | Tripping                                    | Bit Music          |
| 1997 | Portamento                                     | It’s A Lot                                  | Bit Music          |
| 1997 | Arterial                                       | Evolution                                   | Bit Music          |
| 1997 | Spektral                                       | Ho Whao                                     | Cyber Music        |
| 1997 | Toni Flash                                     | Cocoom                                      | Cyber Music        |
| 1997 | Xavi Metralla                                  | Metramorphosis                              | Bit Music          |
| 1997 | Trans-Pose                                     | Set-Up                                      | Bit Music          |
| 1998 | Sigma                                          | Listen to the beat                          | Bit Music          |
| 1998 | 101 (One On One)                               | Nuclear Sun ‘98                             | Bit Music          |
| 1998 | Euphoria                                       | Angelical Verses                            | Bit Music          |
| 1998 | Emphassis                                      | Broken Dreams                               | Bit Music          |
| 1998 | Oberture                                       | Inter-Ratet                                 | Bit Music          |
| 1998 | Prophecy                                       | Real Time                                   | Bit Music          |
| 1998 | Technologics                                   | El Club De Los Humildes                     | Bit Music          |
| 1998 | Clima-X                                        | Parasyts                                    | Bit Music          |
| 1998 | Silicon                                        | Pure Energy                                 | Bit Music          |
| 1998 | DJ Roy                                         | Tam Tam                                     | Bit Music          |
| 1998 | DJ Siniestro                                   | Isolina                                     | Bit Music          |
| 1998 | Stel-las                                       | Everybody’s Free                            | Bit Music          |
| 1998 | Two Good                                       | Trade Mark                                  | Bit Music          |
| 1998 | Akira                                          | Kurushi                                     | Bit Music          |
| 1998 | Xavi Escolano                                  | Heaven                                      | DJ’s at Work       |
| 1998 | Jog                                            | Future                                      | DJ’s at Work       |
| 1998 | Pastis & Buenri                                | Adrenalin                                   | DJ’s at Work       |
| 1998 | X QUE?                                         | X QUE? Vol. 4                               | DJ’s at Work       |
| 1998 | DJ D-Sfase & Neurotik                          | Reactive                                    | Bit Music          |
| 1998 | The Prophets by Pastis & Buenri with C.J. Rolo | Amazon-E                                    | DJ’s at Work       |
| 1998 | DJ Skudero                                     | Elements                                    | Bit Music          |
| 1998 | Biopsheric                                     | Biospheric vol. II                          | Bit Music          |
| 1998 | Epidemic                                       | Lethal Droids                               | Bit Music          |
| 1998 | Toni Phobia & DJ Charles                       | High Pumping                                | Bit Music          |
| 1998 | Xavi Metralla                                  | Diabólica                                   | Bit Music          |
| 1998 | Pastis & Buenri with Frank T.R.A.X.            | The Noise Sindicate                         | DJ’s at Work       |
| 1998 | X QUE?                                         | X QUE? vol. 5                               | DJ’s at Work       |
| 1998 | Ray & God                                      | Release Of Fantasy The Remixes by C.J. Rolo | Cyber Music        |
| 1999 | X QUE?                                         | X QUE? vol. 5 Remix 99                      | DJ’s at Work       |
| 1999 | DJ Soto Destroy                                | Destroyed                                   | Uptempo            |
| 1999 | Chromosome                                     | Chrome                                      | Uptempo            |
| 1999 | Anonim                                         | Anonim 4 - Incluye remixes Anonim 1, 2 y 3  | Bit Music          |
| 1999 | DJ Barbero                                     | Sacrifice                                   | Bit Music          |
| 1999 | DJ D-Sfase & Neurotik                          | Reactive vol. 2                             | Bit Music          |
| 1999 | P.C.P. by DJ David F.L., DJ Prodigy, DJ Manu   | Origens                                     | Bit Music          |
| 1999 | X QUE?                                         | X QUE? vol. 6                               | Uptempo            |
| 1999 | Oskar MAD                                      | Remember Me                                 | Uptempo            |
| 1999 | Galería                                        | The Gael’s Return                           | Uptempo            |
| 2000 | Mystic                                         | Everlast                                    | Uptempo            |
| 2000 | Emphassis                                      | Peace People                                | Bit Music          |
| 2000 | DJ Roy & DJ Cram                               | Da Tekno                                    | Bit Music          |
| 2000 | Faraway                                        | Return To Armony                            | Uptempo            |
| 2001 | CJ Rolo                                        | Vacuum                                      | Bit Music          |
| 2001 | Doom                                           | Face In The Dark                            | Bit Music          |
| 2001 | Enforce One                                    | Methadon                                    | Uptempo            |
| 2001 | X QUE?                                         | X QUE? vol. 7                               | Uptempo            |
| 2001 | Wax feat. Marian                               | This Is Real                                | Uptempo            |
| 2001 | Quazor                                         | Quazor                                      | Uptempo            |
| 2001 | Revolution                                     | Revolution                                  | Uptempo            |
| 2001 | Wax                                            | Don’t Let Go                                | Uptempo            |
| 2001 | Van & Der                                      | At My Side                                  | Uptempo            |
| 2001 | Deep Less                                      | Fairytale                                   | Uptempo            |
| 2002 | Xpanse                                         | Don’t Wanna Work                            | Bit Music          |
| 2002 | Bolo & Uri                                     | Between Two                                 | Bit Music          |
| 2002 | Blood                                          | Murder In London                            | Uptempo            |
| 2002 | Pont Aeri                                      | Pont Aeri vol. 6 Reaching Dreams (remixes)  | Uptempo            |
| 2003 | Pont Aeri                                      | Pont Aeri vol. 7                            | ¿?                 |
| 2002 | Magma                                          | Lifetime                                    | Uptempo            |
| 2002 | Wax                                            | Destiny                                     | Uptempo            |
| 2002 | Spark                                          | World Of Dreams                             | Uptempo            |
| 2002 | Gladiators                                     | Now We Are Free                             | Uptempo            |
| 2002 | Ebony                                          | Holding out a Hero                          | Uptempo            |
| 2002 | Byte Size                                      | Summer Night                                | Uptempo            |
| 2002 | Andrómeda                                      | Ableton                                     | Uptempo            |
| 2002 | Gerard Requena                                 | Children 2002                               | Uptempo            |
| 2003 | Gerard Requena                                 | Reflections Part 1                          | SpeedSadd          |
| 2003 | Rolo                                           | Resurrection Style                          | SpeedSadd          |
| 2004 | Rolo vs. DJ Kram                               | Reloaded                                    | SpeedSadd          |
| 2004 | Musicalidad                                    | The Lord of the Rings                       | SpeedSadd          |
| 2004 | Gerard Requena                                 | The Scape 2004                              | SpeedSadd          |
| 2004 | Rolo                                           | Endorphin                                   | SpeedSadd          |
| 2004 | Rolo vs. DJ Kram                               | Beginning of the end                        | SpeedSadd          |
| 2004 | Faraway                                        | Rock The Box                                | SpeedSadd          |
| 2004 | Aquilonia                                      | Warrior Spirit                              | SpeedSadd          |
| 2004 | Rolo vs. Raúl Lokura                           | Vertigo                                     | SpeedSadd          |
| 2004 | Deepless                                       | Love Inside Of Me                           | SpeedSadd          |
| 2004 | Rolo vs. DJ Ruby                               | Aniger                                      | SpeedSadd          |
| 2006 | Pucho                                          | I Had A Dream                               | SpeedSadd          |
| 2007 | Nómada & Leño                                  | Shengaya                                    | Bit Music          |
| 2007 | DJ Neutron                                     | C'mon let's go                              | Bit Music          |
| 2007 | DJ Luigi                                       | Systematik Energy                           | Bit Music          |
| 2007 | Seadream                                       | Déjame Soñar                                | Addicted Music     |
| 2009 | Intakt                                         | Old Sensations                              | Bit Music          |
| 2009 | DJ Phoenix                                     | Active                                      | Bit Music          |
| 2009 | Nebula                                         | Vintage Melodies                            | Bit Music          |
| 2009 | Enforce One                                    | Time                                        | Bit Music          |
| 2009 | Europa                                         | Cosmos                                      | Bit Music          |
| 2009 | Captain Sparrow                                | Pirates Of Caribean                         | Bit Music          |
| 2009 | CJ Rolo                                        | Planet Beat N Bass                          | Bit Music          |
| 2009 | Rolo & Chipo                                   | Summer Time                                 | Bit Music          |
| 2009 | Insigniah                                      | La hermandad de la luz                      | Bit Music          |
| 2009 | Death Commander                                | Intrussion                                  | Bit Music          |
| 2009 | Anamorphic                                     | Stream                                      | Bit Music          |
| 2009 | Submission                                     | Decoder                                     | Bit Music          |
| 2009 | Buzzerator                                     | Inframundo                                  | Bit Music          |
| 2009 | Clima-X                                        | Drop The Bass                               | Bit Music          |
| 2010 | Rolo & Chipo                                   | This Time                                   | Bit Music          |
| 2010 | Rolo & Chipo                                   | Zeroes                                      | Bit Music          |
| 2010 | Anamorphics                                    | Don’t Speak                                 | Bit Music          |
| 2010 | Gerard Requena                                 | Relax                                       | Bit Music          |
| 2010 | Basics                                         | Control                                     | Bit Music          |
| 2010 | FLK                                            | The Bass                                    | Bit Music          |